# Seidaimyōjin
Seidaimyōjin (精大明神?) è il dio protettore del kemari e di ogni sport giocato con una palla.

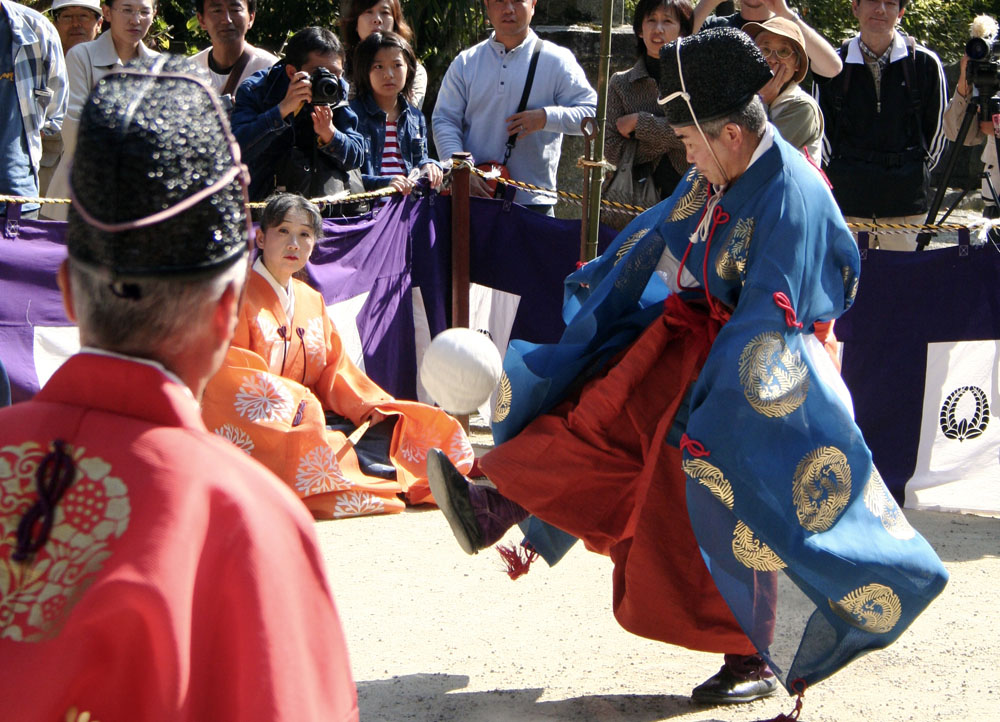
Una partita a Kemari presso il Tanzan-jinja

Seidaimyōjin è venerato in alcuni templi scintoisti nelle prefetture giapponesi di Kyoto e Shiga. Tra i più importanti si può citare il Shiramine jingū.
Il mari (la palla del kemari) è lo shintai (l'oggetto in cui il kami risiederebbe e che viene portato in giro nelle processioni) del santuario di Hirano a Ōtsu.

## Descrizione
Il nome di questo kami deriverebbe dall'usanza dei giocatori di kemari di ripetere la parola sei (精? "spirito") per incoraggiarsi. 
Seidaimyōjin è raffigurato con delle fattezze di scimmia dato che esso si sarebbe materializzato durante il regno dell'imperatore Go-Toba davanti ad un famoso giocatore di kemari, il dainagon Fujiwara no Narimichi, giunto al millesimo giorno di pratica del gioco, con l'aspetto di un primate sormontato sul capo da un mari dorato.
Questo legame con la scimmia influenza alcune dinamiche del gioco del kemari: le sfide devono essere effettuate nel giorno della scimmia e devono iniziare intorno alle quattro del pomeriggio, dato che per il calendario basato sul ciclo sessagesimale cinese il periodo tra le tre e le cinque pomeridiane erano il "periodo della scimmia".